# Кадок
Кадок је била југословенска дечија едиција књига у издању Просвете. Поред едиције Плава птица Геце Кона и хрватске Вјеверице била је једна од најпопуларнијих и најквалитетнијих, а поднаслов је био Класична дела омладинске књижевности. Излазила је шездесетих, седамдесетих и осамдесетих година двадесетог века и била у тврдом и брошираном повезу, а садржала илустрације бројних илустратора, попут Божидара Веселиновића. Књиге за прва три кола постоје у више серија, илазиле су у старој и новој едицији, као и у латиничној и ћириличној серији, најстарија издања из првог кола су из 1937 и 1938. године, нажалост непотпуни су подаци о едицији, серијама и колима. Део Кадокове едиције доживео репринт у Штампарији српске православне цркве 2013. године (на пример Залутали караван)m а многе књиге је поново објавила издавачка кућа Букленд, специјализована за дечију књижевност у својој едицији Библиотека светска књижевност која се објављује од 1994. године од настанка издавачке куће.

## Списак књига из едиције - непотпун[5]
Од 1937 до 1966/7
Коло 1
- Хајдуци - Бранислав Нушић (1)
- Трагом бродског дневника - Миливој Матошец (1)
- Кроз пустињу и прашуму - Хенрик Сјенкјевич (1 и 2)
- Плава ајкула - Арсен Диклић (1)
- Сувишан у свемиру - Миливој Матошец (2)
- Митаха - за - Фридрих Пајекен (3)
- Тројица из разреда - Живорад Михаиловић – Шиља (3)
- Крсташи - Хенрик Сјенкјевич (5 и 6)
- Одабране приповетке за младеж - Милован Глишић (6)
- Лепа Нивернеза - Алфонс Доде (7)
- Доживљаји једног мацана - Роже Домбр (9)

Коло 2
- Дечак Мотл - Шолем Алехем (5)
- Гвапо - Славомир Настасијевић (7)
- Тројица траже срећу - Никола Трајковић (9)
- Залутали караван - Томас Мајн Рид (10)
- Ловци китова - Емилио Салгари (12)
- Детињство - Максим Горки (12)
- Тата Дугоња - Џин Вестер (13)
- Ханибал анте портас - Славомир Настасијевић (16 и 17)
- Ловци вукова - Џејмс Оливер Кервуд (17)
- Благо са трећег водопада - Џејмс Оливер Кервуд (18)
- Баф вођа каравана - Зејн Греј (19)
- Гусари Меларског језера - Сигфрид Сиверц (20)

Коло 3
- Храбри капетани - Радјард Киплинг (18)
- Гаучов син - Франц Трелер (21)
- Морска змија - Жил Верн (21)
- Залутали брод - Ермето Новели (22)
- Сребрни оклопник - Душан Данибор Лончаревић (22)
- Гаучов син - Франс Трелер (23)
- Аркона град сјеновита - Ана Свиршчињска (24)
- Црвена олуја - Фриц Штојбен (24)
- Пуковник Фугас - Абу Едмонд (26)
- Црнокоси младић - Сергеј Вошњак (27)
- Кроз пустињу и прашуму - Хенрик Сјенкјевич (27)
- Копљем и мачем - Илија Драгићевић (28)
- Тајна долине сунчева зрака - Анри Берне (29)
- Два капетана - Венијамин Каверин (30)
- Митаха - за - Фридрих Пајекен (30)

Коло 4
- Посада оклопног влака - Миливој Матошец (19)
- Звезда Кец - Александар Бељајев (20)
- Мали краљ од Иса - Жорж Г. Тудуз (21)
- Стазом искушења - Григориј Федосејев (24 и 25)
- Одабране приповетке за младеж - Лав Толстој (31)
- За златом дивље Аљаске - Франко Баљиони (32)
- Изгубљено срце - Стјуард Едвард Вајт (33)
- Одабране приповетке за младеж - Јанко Веселиновић (35)
- Доживљаји Тома Савјера (Сојера) - Марк Твен (36)
- Симплицумус - Ханс Јакоб Крисоф Вон (37)
- Руламан - Фридирх Вајнланд (38)
- Румнеко - Габријел Моријер (39)

Коло 1979 године
- Велиша и пајац - Леополд Суходолчан
- Баф вођа каравана - Зејн Греј
- Залутали караван - Томас Мајн Рид
- Тумбо са рта добре наде - Алина и Чеслав Ценкјевич
- Лепа Нивернеза - Алфонс Доде

Коло 1980 године
- Митаха за - Фридрих Пајекен
- Деца капетана Гранта - Жил Верн (7 и 8)
- Краљ прерије - Пјер Маел (10)
- Тањина младост - Венијамин Камерин (11)
- Бамбусов штап - Анто Станичић (12)

Коло 1983 године
- Сазвежђе белог дуда - Драган Алексић
- Заповедници фрегата - Николај Чуковски
- Гвапо - Славомир Настасијевић (13)
- Бела Индијанка - Томас Мајн Рид (15)
- Легенда о Монтрозу - Валтер Скот (16)

Коло 1984 године
- Пуковник Фугас - Абу Едмонд (19)
- Сунцохвати - Бранислав Ловренски (20)
- Отмица Дејвида Балфура - Роберт Луис Стивенсон (21)
- Сарат и Випули - Стеван Пешић
- Пустоловка - Џек Лондон

Коло 1985 године
- За златом дивље Аљаске - Франко Баљиони (17)
- На крају Екумене - Иван Антонович Јефремов (26 и 27)
- Повест Алика детектива - Анатолиј Алексин (28)
- Господар Балантреа - Роберт Луис Стивенсон (30)

Коло 1988 године
- Капетанова кћи - Александар Пушкин
- Авантуре Гордона Пима - Едгар Алан По (31)
- Капетан Олуја - Емилио Салгари (34)
- Младост на степеницама - Антон Инголич

Коло 1995 године
- Адмирал океанских мора - Југана Стојановић
- Баф вођа каравана - Зејн Греј